# Jiří Havlis
Jiří Havlis (Majdalena, 16 novembre 1932 – 31 gennaio 2010) è stato un canottiere cecoslovacco.
In rappresentanza della Cecoslovacchia ha vinto la medaglia d'oro olimpica nel canottaggio alle Olimpiadi di Helsinki 1952, in particolare nella gara di quattro con maschile.